# 完美的他
《完美的他》是2021年的中國大陸網路劇，原名《心的轉換》，由何洛洛、张凌赫、代露娃等人主演，在2021年5月11日在愛奇藝及騰訊直播上播出，讲述了两位女主角和四位“虚拟”偶像的一系列恋爱经历和遭遇，也是何洛洛第一部影视剧作品。

#### 主要演員
| 演員   | 角色       | 介紹 | 集數 |
| 何洛洛 | 陸嘯       | 敏感孤冷的少年，但他在虛擬世界中卻如春天般和煦温暖，與元氣明朗的“鬼馬少女”姜可樂在虛擬和現實的世界中不斷轉換，從主觀的“女友”視角體驗到窺探遊戲規則的觀眾角度。                                                                 | 全集 |
| 張凌赫 | 許念（徐瑾 | 知性睿智的少年，在虛擬世界中有着智商160的頭腦，堪稱完美的戀愛對象，不但學習新事物的能力超強，而且還是情話大師。在現實生活中唯一的缺點是情商不高、不懂幽默。                                                                    | 全集 |
| 代露娃 | 姜可樂     | 沉迷AR虛擬戀愛遊戲“Love boys”的現代都市女青年，淪陷在遊戲中的Y4組合中。在每一個傷心、難過的瞬間，都會在虛擬世界中從陸嘯的身上找到安慰，並且逐漸愛上了虛擬世界裏如沐春風的他。                                                  | 全集 |
| 顏安   | 蘇烈       | 吃貨一枚。在虛擬世界中是有着六塊腹肌、正直忠誠、能夠給女性足夠安全感的男子漢；但在現實生活中卻有着一顆敏感脆弱的玻璃心，體格和性格完全不匹配。因小時候被紅唇女人拐賣產生陰影，導致一致不敢跟女生説話，甚至害怕紅唇女人。       | 全集 |
| 范帥琦 | 關千雅     | 霸道女總裁，容貌姣好、頭腦聰明、口才出色，一心撲在事業上，對愛情不屑一顧，但最終也會被一顆真心打動，會為了愛情做一些並不理智，完全不符合自己的身份的事情。                                                                     | 全集 |
| 常斌   | 洛可       | 國民弟弟，虛擬世界中比較受歡迎，尤其是可愛和脆弱的屬性能夠激起網絡上姐姐們的保護欲，實則是難以控制的混世魔王，有着超級幼稚腹黑的一面。                                                                                         | 全集 |
| 黃德毅 | 齊川       | | 全集 |
| 李百惠 | 張嵐嵐     | | 全集 |
| 范靜禕 | 齊川經紀人 | | 全集 |
| 明道   | 徐廣寒     | 老闆，經營着一家虛擬世界的娛樂公司，對科技和虛擬世界有着很深的執念。出身環境複雜，且性格多變，從小失去父母的童年，被眾人離棄的過往，缺愛，得不到認可。為達目的不擇手段，如同鷹隼一般犀利，並且時時刻刻追求完美直至扭曲的“惡”。 | 全集 |
| 恬妞   | 徐福順     | | 全集 |

## 音樂原聲
| 歌曲名      | 作词                  | 作曲                                             | 編曲                    | 演唱                               | 备注   |
| 追夢        | 假寐                  | Un beom You Hansop JO Jin woo Chol Jun seok Park | FOURTHIRTEEN PRODUCTION | 易安音樂社                         | 主題曲 |
| 年少畫像    | 李瑜哲                | Bach Machine Eveing Scandal                      | 胡臻Koshin              | 易安音樂社                         | 片尾曲 |
| 黎明星辰    | 假寐                  | Un beom You Hansop JO Jin woo Chol Jun seok Park | FOURTHIRTEEN PRODUCTION | 易安音樂社、閆鈳(易安中學)         | 插曲   |
| 七踢棒棒棒  | 李怡青                | Bach Machine Eveing Scandal                      | 胡臻Koshin              | 林墨、孫亦航、池憶、饒子豪、周體順 | 插曲   |
| Run away    | 呂孝廷                | 唐紹崴                                           | 劉穎嶸                  | 林墨、孫亦航、池憶、饒子豪         | 插曲   |
| 我們的藉口  | 方達                  | SHIMA                                            | SHIMA                   | 林墨、孫亦航、池憶                 | 插曲   |
| 不思議少年  | 王次郎                | pyonklchl                                        | 胡臻Koshin              | 林墨、孫亦航、池憶、余沐陽         | 插曲   |
| Aliüe       | 鄭銘宗                | 鄭銘宗                                           | hoodland                | 易安音樂社、閆鈳(易安中學)         | 插曲   |
| 2038        | 甘世佳                | Andrew Shin                                      | 胡臻Koshin              | 易安音樂社、閆鈳(易安中學)         | 插曲   |
| Summer Time | MENG                  | 胡臻Koshin                                       | 胡臻Koshin              | 易安音樂社、閆鈳(易安中學)         | 插曲   |
| 定格紀念    | 王次郎                | plggy                                            | 胡臻Koshin              | 易安音樂社、閆鈳(易安中學)         | 插曲   |
| 彩虹物語    | 李天陽 可拉斯克Studio | H.Matsu                                          | H.Matsu                 | AKB48 Team SH (原唱:易安中學)      | 插曲   |
| Yes 你可以  | RINKO                 | HYPER DEATHMETAL NIKI                            | SHIMA                   | 易安中學                           | 插曲   |
| 不二劇本    | 李瑜哲                | Gary                                             | 胡臻Koshin              | 陸怡璇 (原唱:易安音樂社)           | 插曲   |
| 騎單車      | 歐中建                | 歐中建                                           | 歐中建                  | 易安音樂社                         | 插曲   |
| 長大請回答  | 甘世佳                | Bach Machine Eveing Scandal                      | SHIMA                   | 易安音樂社                         | 插曲   |
| 和自己對話  | 李惠超                | 顏小健                                           | 顏小健                  | 林墨                               | 插曲   |
| 未來練習曲  | 王次郎                | 胡臻Koshin                                       | 胡臻Koshin              | 易安音樂社                         | 插曲   |